# Joachim Peiper

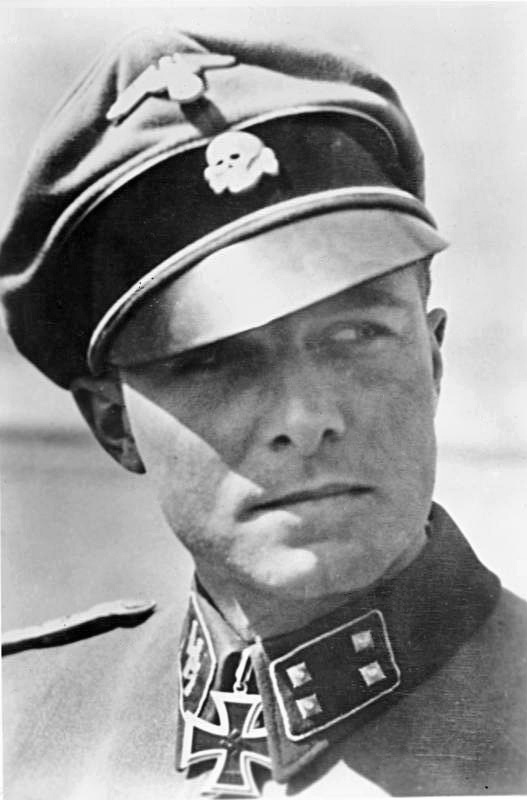
Peiper

Joachim Peiper (30 tháng 1 năm 1915 tại Berlin - 13 tháng 7 năm 1976 tại Traves, Pháp), còn được biết dưới tên Joachim "Jochen" Peiper vì Jochen là tên gọi thân mật cho Joachim, là một sĩ quan và lãnh đạo cao cấp của Waffen-SS (lực lượng vũ trang SS), Đức Quốc xã. Vào cuối đời binh nghiệp của mình, Peiper là sĩ quan mang quân hàm tương đương với đại tá trung đoàn của quân đội: quân hàm Standartenführer của Waffen-SS, sư đoàn xe tăng SS số 1, Leibstandarte-SS Adolf Hitler.
Năm 1946, trong phiên tòa về cuộc Thảm sát Malmedy, Peiper đã bị kết án là tội phạm chiến tranh.

## Tiểu sử
Cha của Peiper là một cựu binh của Chiến tranh thế giới thứ nhất; ông cũng có hai người anh em: Hans-Hasso và Horst.
Mùa xuân năm 1933 ông gia nhập Hitlerjugend (Thiếu niên Hitler) và ngay từ tháng 10 cùng năm gia nhập lực lượng SS do Heinrich Himmler lãnh đạo. Năm 1934 Peiper làm đơn xin được trở thành học viên sĩ quan SS (tiếng Đức: SS-Offizieranwärter). Ông được nhận vào cái gọi là Trường Junkers của lực lượng SS (SS-Junkerschule) tại Braunschweig. Sepp Dietrich đã xem qua hồ sơ của Peiper và cho phép Peiper gia nhập vào trung đoàn cận vệ danh dự SS số 1 "Leibstandarte Adolf Hitler", trung đoàn này sau đó được đổi thành một đơn vị chiến đấu Waffen-SS. Lúc đầu, Peiper làm công việc như một sĩ quan phụ tá của Heinrich Himmler trước khi được thuyên chuyển sang các đơn vị xe tăng khác nhau trong "Leibstandarte Adolf Hitler". Trong lúc còn là phụ tá cho Himmler, Peiper đã gặp và cưới người vợ của mình, Sigurd, và họ đã có ba người con: Hinrich, Elke và Silke. Himmler đặc biệt ưa thích Peiper và đã chú ý đến việc Peiper được thăng tiến lên cấp chỉ huy. Ở tuổi 29, Peiper đã là một đại tá thực thụ trong lực lượng Waffen-SS rất được tôn trọng và là một trong số ít người có được huân chương cao quý nhất trong quân đội phát xít Đức, huân chương Knight's Cross with Swords được ban tặng bởi chính Adolf Hitler.
Peiper là một người chỉ huy có tài và đã tham gia rất nhiều trận chiến có xe tăng trong Chiến tranh thế giới thứ hai. Peiper được cấp dưới trung thành tuyệt đối và được xem là một thủ lĩnh có sức thu hút. Peiper đã tham gia vào một số trận đánh nổi tiếng trong cuộc chiến, bao gồm cả các trận chiến tại Kursk và Kharkov vào năm 1943 tại mặt trận phía Đông nước Nga. Nổi tiếng nhất trong số đó là Peiper đã chỉ huy đội quân "Kampfgruppe Peiper" (Đội chiến đấu Peiper) của "Leibstandarte Adolf Hitler" (thuộc sư đoàn Panzer số 6 dưới quyền chỉ huy của Sepp Dietrich) trong chiến dịch "Wacht am Rhein". Đội quân này tiến thẳng về ngôi làng La Gleize, nước Bỉ, trước khi bị đẩy lùi lại bởi các lực lượng Mỹ. Peiper bị buộc phải bỏ lại hàng trăm phương tiện vận chuyển tại ngôi làng này, gồm cả sáu xe tăng Tiger II, và quay lại phòng tuyến của Đức với 800 lính bộ binh.
Sau này, Peiper đã bị buộc tội dính líu đến cuộc Thảm sát tại Boves, nhưng ông chưa bao giờ bị xét xử trước tòa về vụ này.
Một lần ở Ý, Peiper đã khám phá ra chính phủ nước Ý đã bắt giữ một nhóm người Do Thái. Peiper đã giải thoát và trao trả tự do cho họ. Một trong số những người Do Thái này là một giáo sĩ (rabbi), người này sau đó đã làm chứng cho lòng nhân từ của Peiper trong suốt thời gian xét xử các tội ác chiến tranh của ông.
Sau chiến tranh, Peiper cùng với những người dưới quyền của mình bị tố cáo vì tội ác chiến tranh trong cuộc xét xử về vụ án Thảm sát tại Malmédy. Peiper đã xin tòa án chịu hết trách nhiệm nếu như để cho các thuộc hạ của mình được trả tự do, nhưng phiên tòa đã bác bỏ lời đề nghị này. Thiếu tá Harold D. McCown, tiểu đoàn trưởng thuộc trung đoàn số 119, sư đoàn bộ binh số 30 của quân đội Hoa Kỳ đã đứng ra làm chứng trong suốt phiên tòa rằng ông ta đã có một buổi chuyện trò với Peiper. McCown đã nghe các lời đồn về chuyện lính của Peiper bắn tù binh Mỹ và hỏi Peiper về tình trạn an toàn của các binh lính Mỹ. Peiper nói rằng binh lính của McCown không bị bắn; McCown cũng nói rằng ông không có bằng chứng về chuyện tù binh Mỹ bị bắn. Mặc dầu vậy, cũng như nhiều thuộc hạ của mình, Peiper bị buộc là có tội và kết án treo cổ cho đến chết. Sau đó, Peiper yêu cầu thuộc hạ của mình được xử bắn thay vì treo cổ nhưng cũng bị từ chối. Sự thật là, vì nhiều lý do khác nhau đối với bị cáo, người ta mới biết được rằng các lời thú tội của nhiều bị cáo đã bị ép buộc bằng cách chế nhạo hay đánh đập một cách dã man. Nhiều bị cáo trong cuộc thảm sát Melmédy sau đó được trả tự do sau một thời gian ở trong tù, và Peiper trở về với cuộc sống bình thường vào tháng 12 năm 1956, sau 11 năm rưỡi ngồi tù với phần lớn thời gian bị giam một mình.
Sau khi được trao trả tự do, Peiper chưyển đến sống tại Traves, Haute-Saône, nước Pháp, và làm nghề phiên dịch. Sau một loạt những lời đe dọa đến tính mạng của mình, Peiper đã bị giết chết trong một cuộc tấn công bằng súng tại nhà của mình vào ngày 13 tháng 7 năm 1976. Những kẻ tấn công không bao giờ bị đem ra tòa, nhưng người ta cho rằng họ có thể là những người Cộng sản Pháp.

## Những câu nói nổi tiếng của Joachim Peiper
- "Sau các trận chiến tại Normandy, tôi nhận thấy rằng những người lính trong đơn vị của tôi phần lớn là những người trẻ tuổi và hiếu chiến. Họ đã mất cha mẹ, anh chị em trong các cuộc oanh tạc. Tại Koln, bản thân họ đã phải chứng kiến hàng ngàn người chết sau một trận tấn công dữ dội. Chính lòng căm thù của họ đối với quân địch đã dẫn đến những điều này, và tôi dám thề là tôi sẽ không bao giờ có thể kiểm soát được những tình huống như vậy."
- "Hãy thử tượng tượng, bạn được tung hô là người hùng của quốc gia, được hàng triệu con người trong cơn tuyệt vọng tôn thờ bạn, thế rồi chỉ trong vòng sáu tháng sau, bạn bị tuyên án treo cổ cho đến chết."
- "Những người lính của tôi là sản phẩm của toàn bộ cuộc chiến này, họ lớn lên trên đường phố của những ngôi làng vung vãi khắp nơi (scattered towns), họ không có được sự giáo dục. Điều duy nhất mà họ biết đó là cầm lấy vũ khí chiến đấu cho Reich. Họ là những người trẻ tuổi với một trái tim cháy bỏng, với nỗi thèm muốn được chiến thắng hay cái chết: đúng hay là sai đó là đất nước của tôi. Ngày hôm nay, khi nhìn thấy những bị cáo đứng sau vành móng ngựa kia, không thể tin được họ là những người từng trong lực lượng Kampfgruppe Peiper. Tất cả những người bạn và chiến hữu ngày nào của tôi đã ra đi. Valhala đang chờ đón tôi (The real outfit is waiting for me in Valhala)."
- "Lịch sử luôn được viết bởi người chiến thắng, còn lịch sử của những người thuộc phe thất bại thì thuộc những người ngày càng ít đi. (History is always written by the victor, and the histories of the losing parties belong to the shrinking circle of those who were there)."